# Бетлегем (Джорджія)
Бетлегем (англ. Bethlehem) — місто (англ. town) в США, в окрузі Берроу штату Джорджія. Населення — 715 осіб (2020).

## Географія
Бетлегем розташований за координатами 33°56′11″ пн. ш. 83°42′37″ зх. д. / 33.93639° пн. ш. 83.71028° зх. д. (33.936262, -83.710292).  За даними Бюро перепису населення США в 2010 році місто мало площу 6,03 км², з яких 6,02 км² — суходіл та 0,00 км² — водойми. В 2017 році площа становила 6,46 км², з яких 6,45 км² — суходіл та 0,01 км² — водойми.

## Демографія
Згідно з переписом 2010 року, у місті мешкала 601 особа в 217 домогосподарствах у складі 153 родин. Густота населення становила 100 осіб/км².  Було 247 помешкань (41/км²).
Расовий склад населення:
| - 83,2 % — білих - 8,2 % — чорних або афроамериканців - 2,2 % — азіатів - 0,3 % — корінних американців - 3,5 % — осіб інших рас |

До двох чи більше рас належало 2,7 %. Частка іспаномовних становила 6,8 % від усіх жителів.
За віковим діапазоном населення розподілялося таким чином: 27,6 % — особи молодші 18 років, 62,1 % — особи у віці 18—64 років, 10,3 % — особи у віці 65 років та старші. Медіана віку мешканця становила 35,5 року. На 100 осіб жіночої статі у місті припадало 101,7 чоловіків;  на 100 жінок у віці від 18 років та старших — 92,5 чоловіків також старших 18 років.
Середній дохід на одне домашнє господарство  становив 50 301 долар США (медіана — 41 094), а середній дохід на одну сім'ю — 52 931 долар (медіана — 41 875). Медіана доходів становила 46 000 доларів для чоловіків та 30 536 доларів для жінок. За межею бідності перебувало 22,3 % осіб, у тому числі 33,0 % дітей у віці до 18 років та 3,2 % осіб у віці 65 років та старших.
Цивільне працевлаштоване населення становило 291 осіб. Основні галузі зайнятості: освіта, охорона здоров'я та соціальна допомога — 16,8 %, будівництво — 16,5 %, роздрібна торгівля — 14,1 %.